# Flujo bifásico

Diferentes modos de flujos bifásicos.

En mecánica de fluidos, el flujo bifásico es un flujo de gas y líquido, un ejemplo particular de flujo multifásico. El flujo bifásico puede darse de diversas formas, como flujos que pasan de estado líquido puro a vapor como resultado de un calentamiento externo, flujos separados y flujos bifásicos dispersos en los que una fase está presente en forma de partículas, gotas o burbujas en una fase portadora continua (es decir, gas o líquido).

## Categorización
El método más aceptado para categorizar los flujos bifásicos consiste en considerar la velocidad de cada fase como si no hubiera otras fases disponibles. El parámetro es un concepto hipotético denominado velocidad superficial.

## Ejemplos y aplicaciones
Históricamente, los casos más estudiados de flujo bifásico se dan en sistemas de energía a gran escala. Las centrales eléctricas de carbón y gas utilizaban calderas muy grandes para producir vapor que se utilizaba en turbinas. En estos casos, el agua a presión pasa a través de tuberías calientes y se convierte en vapor a medida que avanza por la tubería. El diseño de las calderas requiere un conocimiento detallado del comportamiento de la transferencia de calor y la caída de presión en el flujo bifásico, que es muy diferente al caso monofásico. Aún más crítico es el caso de los reactores nucleares, que utilizan agua para eliminar el calor del núcleo del reactor mediante flujo bifásico. Se han realizado numerosos estudios sobre la naturaleza del flujo bifásico en estos casos, con el fin de que los ingenieros puedan diseñar sistemas que eviten posibles fallos en las tuberías, pérdidas de presión, etc. (un accidente por pérdida de refrigerante (LOCA)).
Otro caso en el que puede producirse un flujo bifásico es en la cavitación de las bombas. En este caso, la bomba funciona cerca de la presión de vapor del fluido que se bombea. Si la presión desciende aún más, lo que puede ocurrir localmente cerca de las paletas de la bomba, por ejemplo, se puede producir un cambio de fase y aparecer gas en la bomba. Efectos similares también pueden producirse en las hélices marinas; independientemente de dónde se produzcan, suponen un grave problema para los diseñadores. Cuando la burbuja de vapor colapsa, puede producir picos de presión muy grandes, que con el tiempo causarán daños en la hélice o la turbina.
Los dos casos de flujo bifásico anteriores se refieren a un solo fluido que se presenta por sí mismo en dos fases diferentes, como el vapor y el agua. El término «flujo bifásico» también se aplica a mezclas de diferentes fluidos que tienen fases diferentes, como el aire y el agua, o el petróleo y el gas natural. A veces se considera incluso el flujo «tres fases», como en los oleoductos y gasoductos, donde puede haber una fracción significativa de sólidos. Aunque el petróleo y el agua no son fases estrictamente distintas (ya que ambos son líquidos), a veces se consideran un flujo bifásico; y la combinación de petróleo, gas y agua (por ejemplo, el flujo de un pozo petrolífero marino) también puede considerarse un flujo trifásico.
Otros ámbitos interesantes en los que se estudia el flujo bifásico son la electrólisis del agua, sistemas climáticos como las nubes y en el flujo de aguas subterráneas, en el que se estudia el movimiento del agua y el aire a través del suelo.
Otros ejemplos de flujo bifásico son las burbujas líquidas, la lluvia, las olas en el mar, la espuma, las fuentes, la mousse, la criogenia y las manchas de petróleo. Un último ejemplo es la explosión eléctrica del metal.

## Características del flujo bifásico
Varias características hacen del flujo bifásico una rama interesante y desafiante de la mecánica de fluidos:
- La tensión superficial hace que todos los problemas dinámicos sean sistemas no lineales (véase número de Weber)
- En el caso del aire y el agua a condiciones normalizadas de presión y temperatura, la densidad de las dos fases difiere en un factor de aproximadamente 1000. Diferencias similares son típicas de las densidades del agua líquida y el vapor de agua
- La velocidad del sonido cambia drásticamente en los materiales que sufren un cambio de fase, y puede variar en órdenes de magnitud. Esto introduce efectos compresibles en el problema
- Los cambios de fase no son instantáneos y el sistema líquido-vapor no estará necesariamente en equilibrio de fases
- El cambio de fase significa que las caídas de presión inducidas por el flujo pueden provocar nuevos cambios de fase (por ejemplo, el agua puede evaporarse a través de una válvula), lo que aumenta el volumen relativo del medio gaseoso compresible y aumenta las velocidades de salida, a diferencia del flujo incompresible monofásico, en el que el cierre de una válvula disminuiría las velocidades de salida
- Puede dar lugar a otras inestabilidades contraintuitivas, de tipo resistencia negativa, como la inestabilidad de Ledinegg, los géiseres, los chugging, la inestabilidad por relajación y las inestabilidades por mala distribución del flujo, como ejemplos de inestabilidades «estáticas», y otras inestabilidades «dinámicas»[3]

Se puede encontrar información adicional exhaustiva, como modelos matemáticos aplicados, en. 

## Acústica
El gorgoteo es un sonido característico producido por el flujo inestable de un fluido en dos fases, por ejemplo, al verter un líquido de una botella o al hacer gárgaras.

## Modelización

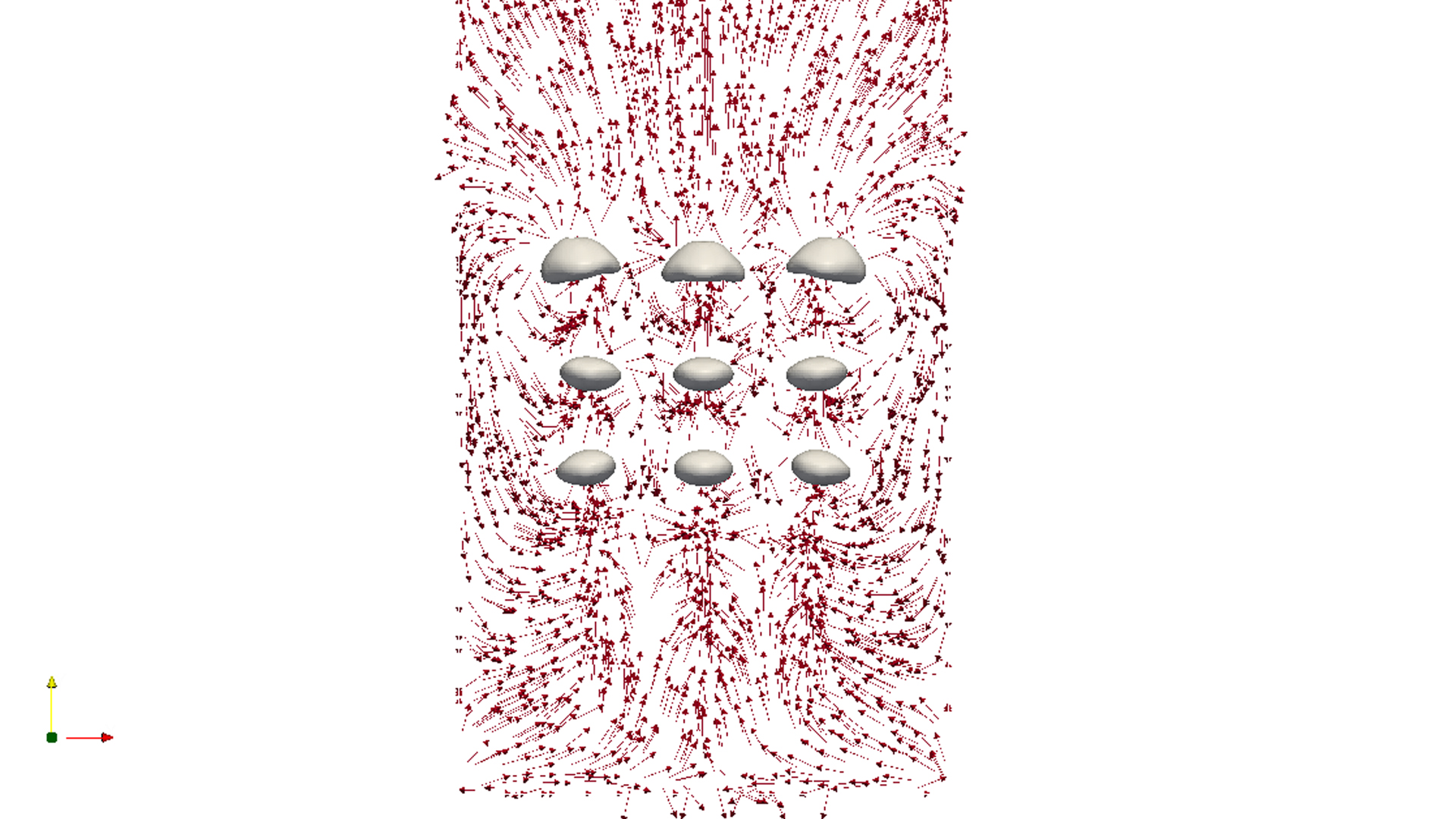
Simulación de un enjambre de burbujas utilizando el método del volumen de fluidos

La modelización del flujo bifásico aún se encuentra en fase de desarrollo. Los métodos conocidos son
- Método del volumen de fluidos
- Método del conjunto de nivel
- Métodos de Boltzmann reticular
- Hidrodinámica de partículas suavizadas (SPH)